# Catalanotoxotus nivosus
Espèce
Catalanotoxotus nivosus est une espèce de coléoptères de la famille des Cerambycidae.